# Юнас Ерікссон
Юнас Ерікссон (швед. Jonas Eriksson; нар. 28 березня 1974) — шведський футбольний арбітр. На даний момент проживає в місті Сігтуна, що у Швеції. Став професійним арбітром в 1994 році. У 2000 році став арбітром Аллсвенскан. У 2002 році став арбітром категорії ФІФА.
Судив чемпіонат Європи 2012 року .
1 березня 2016 увійшов до складу суддівської бригади для обслуговування матчів чемпіонату Європи з футболу 2016.
З осені 2016 обслуговує відбіркові матчі чемпіонату світу 2018.
У 2017 обраний до числа головних арбітрів молодіжного чемпіонату світу з футболу 2017.